# Чернечий Ліс (заказник)
Чернечий ліс — ландшафтний заказник місцевого значення розташований у Києво-Святошинському районі Київської області. Створений відповідно до рішення Київської обласної ради від 27 квітня 2018 року. Створений для збереження старовікових дібров Київщини.

## Історія створення
Боротьба за створення заказника тривала із початку 2000-х років. Місцева влада періодично надавала дозволи на забудову або змінювала статус лісових насаджень, включаючи їх частинами по кілька гектарів до складу території навколишніх сіл.
У 2008 році було підготовлено наукове обґрунтування щодо створення на території Києво-Святошинського району заказника «Чернечий ліс». Процес загальмувався у зв'язку із відсутністю політичної волі депутатів місцевих сільських рад (перш за все, с. Лісники). 
Упродовж наступних кількох років десятків гектарів діброви, яку планувалося включити до складу заказника були надані під забудову і забудовані приватними будинками. Подальша боротьба за створення заказника «Чернечий ліс» тривала за участі громадськості та ЗМІ. З цією метою було проведено низку прес-конференцій, залучено народних депутатів, ініційовано розслідування, знято документальний фільм про загрозу забудови, проводилися акції протесту. Частина публічної кампанії стосувалася необхідності охорони історичної та археологічної спадщини.
Станом на 2012 планувалося, що загальна площа об’єкту становитиме понад 718 га і включатиме околиці с. Лісники, с. Хотів, с. Ходосівка. Стислий опис планованого лісового заказника «Чернечий ліс» містив наступне: "Лісове урочище, в якому зростають червонокнижні види рослин, мешкають борсуки та інші зникаючі види тварини". Незважаючи на це, продовжувало практикуватися виділення земельних ділянок під забудову або так звані «санітарні» і навіть незаконні нічні вирубки лісу у великих масштабах (2015–2017 рр.), в тому числі для облаштування нових доріг .
Лише у 2018, на 38-ій позачерговій сесії Київської обласної ради, депутати проголосували за створення на території області ландшафтного заказника місцевого значення "Чернечий ліс".
У майбутньому планується створення НПП "Приірпіння та Чернечий ліс", до складу якого може бути включена і територія заказника.

## Характеристика

### Рослинність

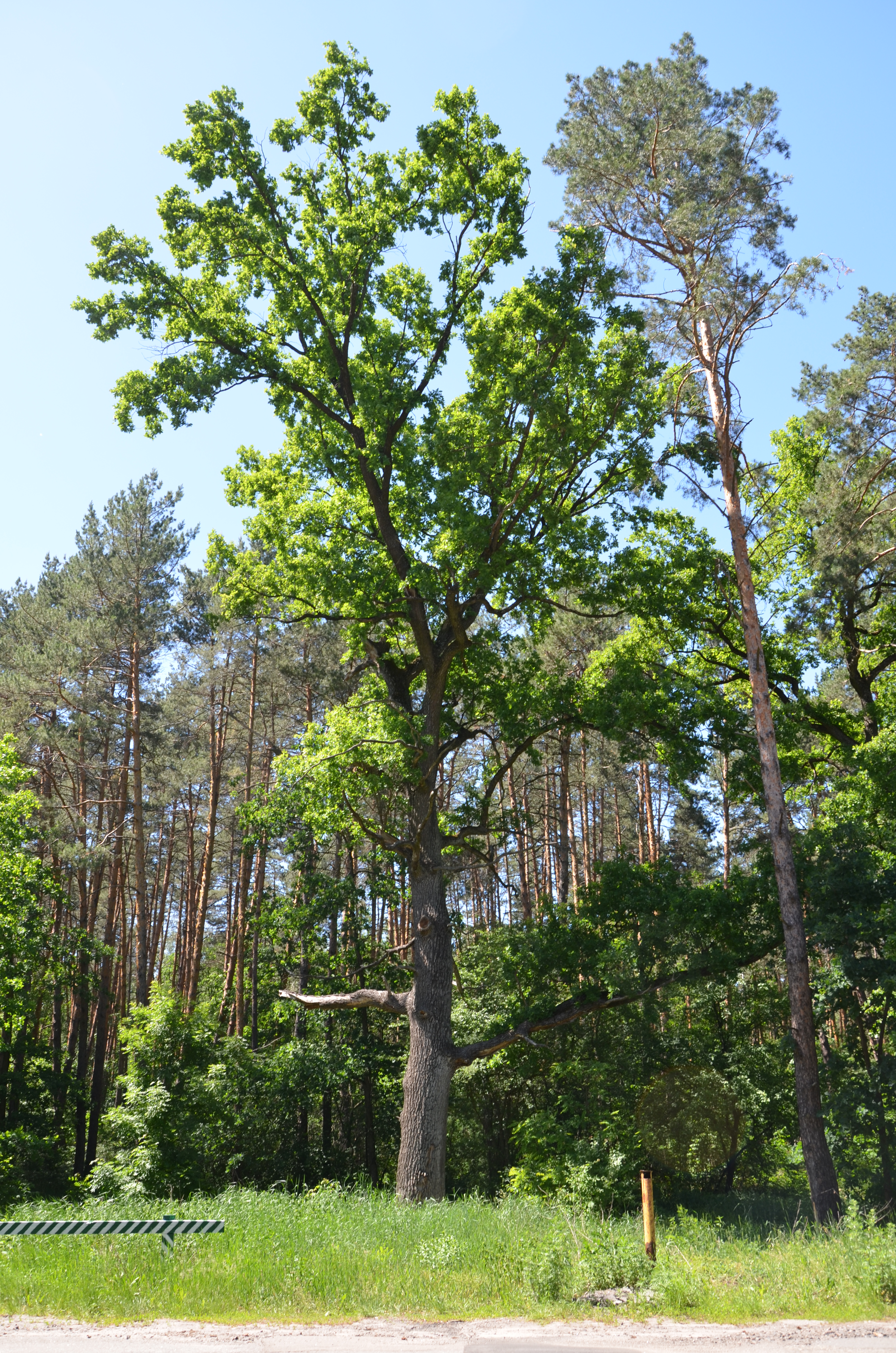
Чернечий Ліс (заказник) біля Ходосівки

Заказник репрезентує рослинні угруповання соснового, змішаного та подекуди листяного лісу, насичені великим флористичним різноманіттям. Флора даного об'єкту налічує більше 300 видів вищих рослин, цей список продовжує поповнюватись. 
Основним компонентом рослинності є розвинені три-чотириярусні сосняки. В перший ярус виходить сосна, до неї інколи домішуються дуб черешчатий та подекуди дуб північний. В другому ярусі зростають клен татарський та черемха. Багатим є і чагарниковий ярус: тут поєднуються ліщина, свидина криваво-червона, крушина ламка та рокитник руський.

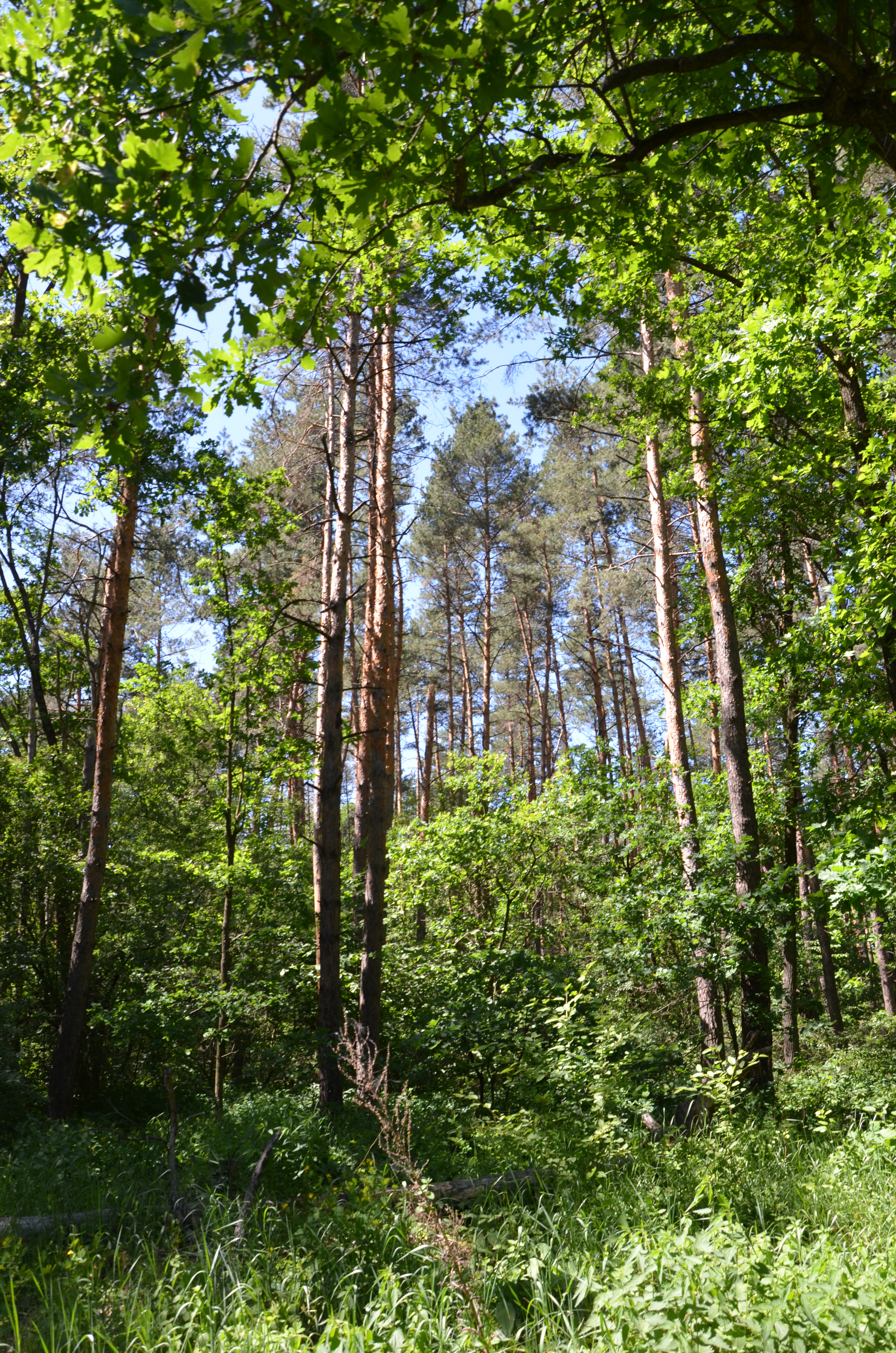
Чернечий Ліс (заказник) біля Ходосівки

У трав'яному покриві панує типово бореальна флора: дрік фарбувальний, вероніка лісова, смовдь гірська, молочай кіпарисовий, деревій звичайний, звіробій продирявлений, підмаренник руський. Викликає інтерес своєрідна піонерна рослинність піщаних грив. Тут, в умовах недостачі елементів живлення, сформувалися ділянки сосняку з суцільним лишайниково-моховим покривом.
На освітлених узліссях поширена рідкісна і разом з тим цінна лікарська рослина – перстач білий. Велике наукове значення мають локалітети дуже давньої спорової рослини, відомої ще з палеозойської геологічної ери – плауна булавоподібного. На території об`єкту збереглися також фрагменти сосняків вересових та костричникових. Але найбагатшими за своїм флористичним складом є ділянки сосняків орляково-конвалієвих. Тут сконцентровані великі зарості рідкісної рослини – конвалії травневої.
Найвищу цінність вказаної території становлять популяції трьох рідкісних раноцвітних рослин: лілії лісової, сону широколистого, що охороняються згідно з Додатком І до Бернської конвенції, і сону чорніючого, занесеного до Червоної книги України. Ці види зростають на сонячних узліссях. Показником великої цінності вказаної території є великі запаси лікарських рослин: купини, малини, костяниці, ожини, чорниць, брусниці, вересу, буквиці, пижма, суховершок, бузини та багатьох інших.

### Тваринний світ
На території об'єкту зафіксовано багато рідкісних видів безхребетних тварин, як то махаон, бражник підмаренниковий, бджола тесляр фіолетова, вусач мускусний, жук олень та інші. Усі ці види охороняються Червоною книгою України. Фауна об`єкту багата на амфібій та плазунів. Тут, зокрема, поширені сіра жаба, гадюка та звичайний вуж. А такі тварини, як прудка ящірка та веретільниця, охороняються Додатком II до Бернської конвенції. Тут також поширена рідкісна «червонокнижна» змія мідянка.
Птахи представлені величезним різноманіттям. Серед горобиних, зокрема тут зустрічаються синиці болотяна та гірська. Можна побачити тут і найбільшого у Європі чорного дятла — жовну. Особливу цінність становлять популяції денних та нічних хижих птахів, адже тут поширена вухата сова, сич хатній, яструб великий та чоглок. Усі ці птахи охороняються згідно з Додатком II до Бернської Конвенції.
З ссавців все ще зустрічаються сарна, сірий заєць, а також дрібні мишоподібні гризуни та комахоїдні. Зазначимо, що тут відмічені такі кажани, як вечірниця мала та нічниця ставкова. Вони охороняються Червоною книгою України. Окрім того, на території проектованого заказника розміщене поселення рідкісного звіра — борсука.

## Роль в екологічній мережі
З усіх об'єктів Національної екомережі України, найбільш важливим на міжнародному рівні є Дніпровський екологічний коридор (ДЕК). Відповідно до чинного національного законодавства, цей коридор має статус елементу національного значення і є частиною Всеєвропейської екологічної мережі.
Безпосередньою частиною коридору є лісові масиви та заплавні землі орієнтовно в 10-кілометровій зоні вздовж берегів р. Дніпро. Коридор пронизує всю Україну з півночі на південь. Натомість на шляху ДЕК розташовується м. Київ, кварталами забудови якого практично перекривається сам екокоридор. Завдяки цьому, прилеглі до м. Києва лісові й заплавні масиви мають надзвичайну природну цінність, адже маси міграційних тварин, для яких Київ є перешкодою, зосереджуються на них. Види, для яких проблематичним стає подолання Києва, який майже на 40 км перекриває коридор, саме через ці території шукають обхідних шляхів. Таким чином, прилеглі до Києва природні масиви повинні отримувати охоронний статус, як особливо цінні елементи Дніпровського екологічного коридору.

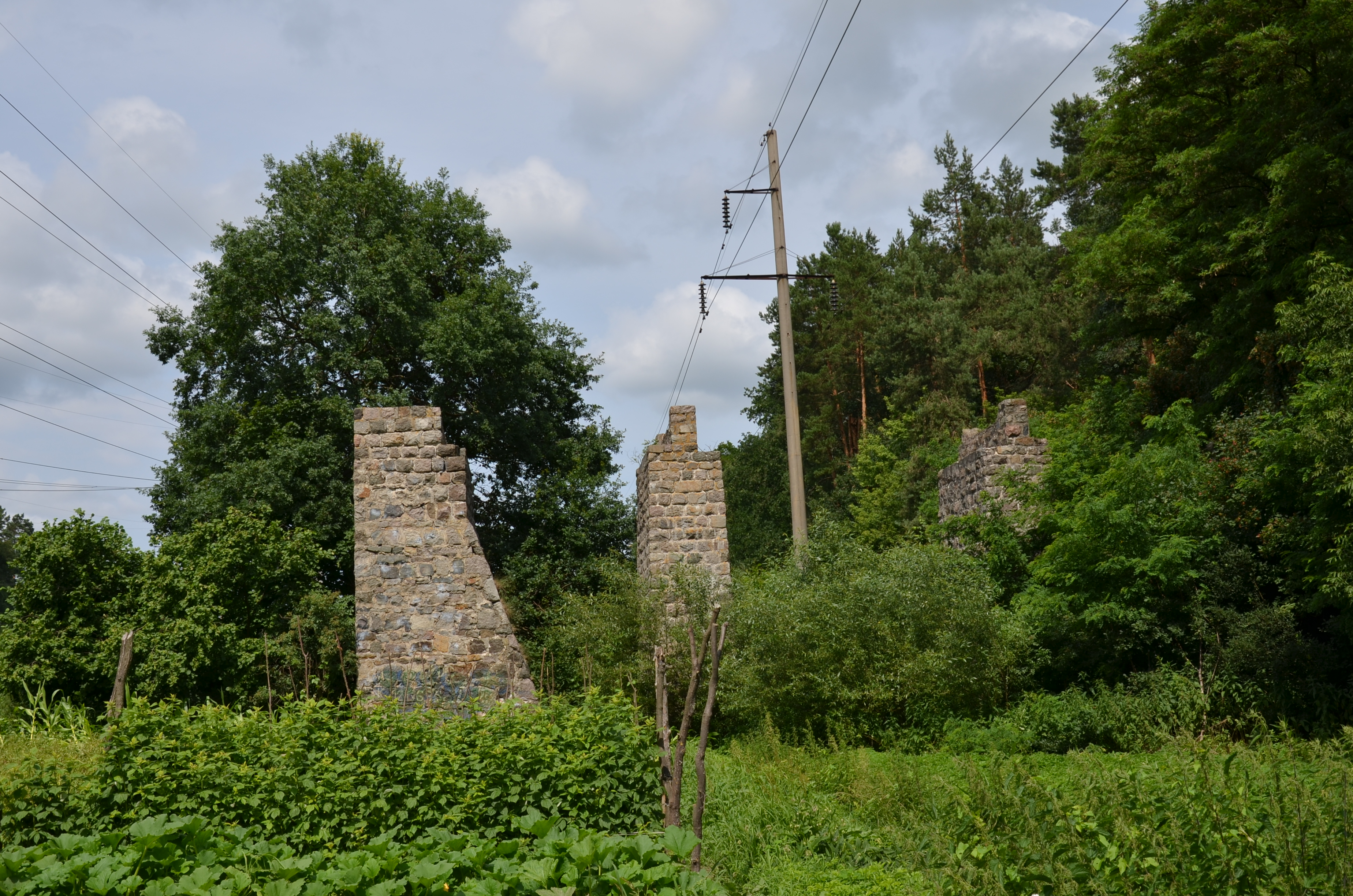
Опори недобудованого залізничного вузькоколійного мосту 1914 р. в Чернечому лісі. Вздовж недобудованого залізничного полотна збереглося більше десятка водопропускних споруд та опор місточків, недорозібраних місцевими жителями на будматеріали.

Проектований НПП «Приірпіння та Чернечий ліс» фактично є екологічним коридором регіонального значення, по якому під час міграцій тварини пересуваються в обхід м. Києва. Головним таким шляхом є ліси заказника "Чернечий ліс". Висновки про це були отримані в ході досліджень Відділу моніторингу та охорони тваринного світу Інституту зоології ім. І.І. Шмальгаузена НАН України. Додаткової актуальності цій ділянці лісу як екологічному коридору, надає р. Сіверка, що протікає вздовж нього, створюючи так звану «природну лінію», вздовж якої пересуваються тварини.

## Території природно-заповідного фонду, що входять до складу
- Ходосівський дуб